# Libro scozzese

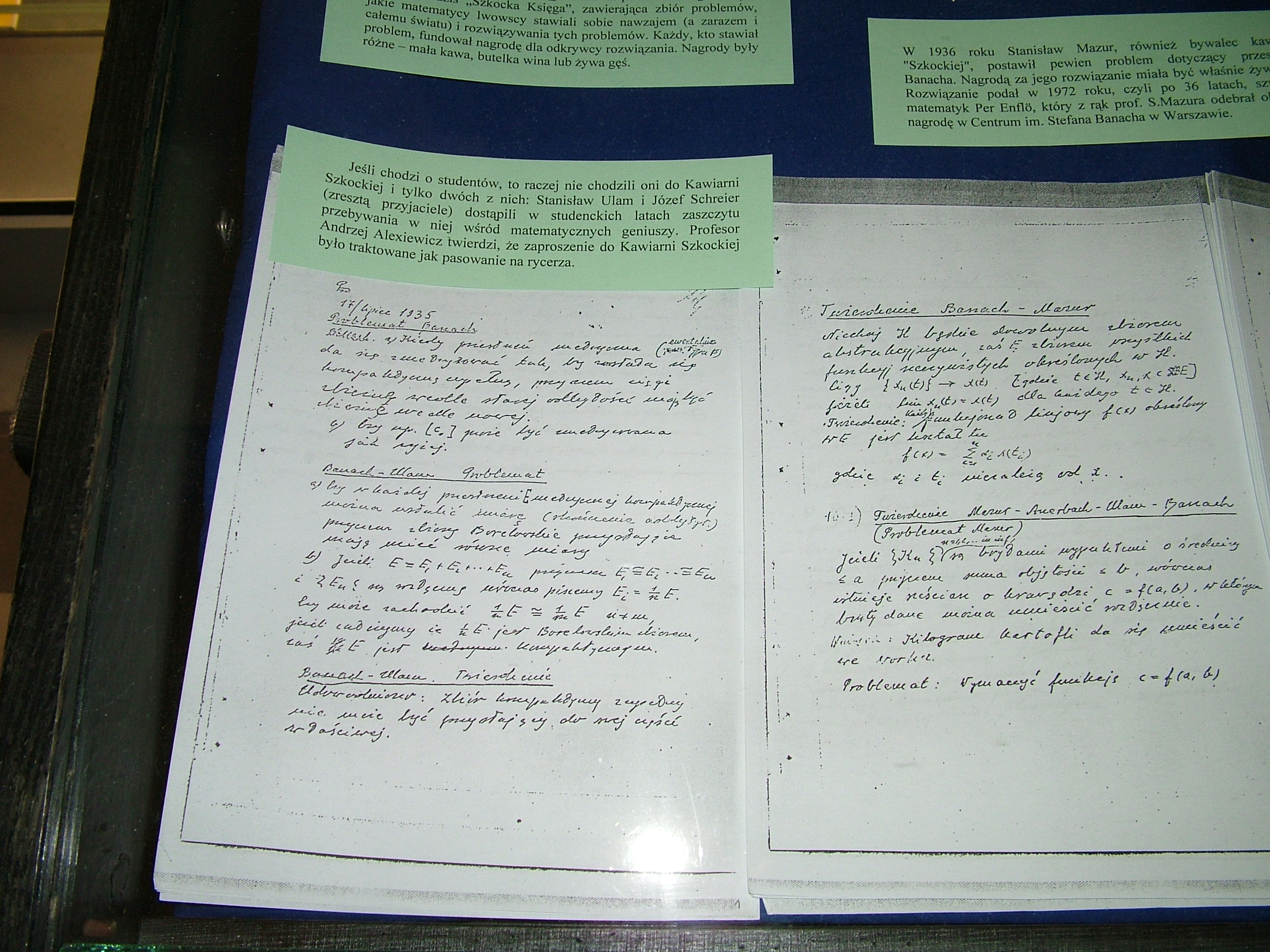
Pagine dal libro, con note di Banach e Ulam.

Libro scozzese (Księga szkocka in lingua polacca; The Scottish Book, nella traduzione inglese che ne diede Stanisław Ulam) è una cospicua raccolta di appunti su questioni matematiche irrisolte e su problemi aperti posti da professori e studenti della scuola matematica di Leopoli, città universitaria che all'epoca era in Polonia (ora in Ucraina): tra i propositori, figurano numerose figure di eminenti matematici, tra cui Stefan Banach, Stanisław Ulam, Alfred Tarski, Hugo Steinhaus, Stanisław Mazur, Juliusz Paweł Schauder, 
Molti di questi problemi hanno trovato soluzione in seguito, mentre altri rimangono irrisolti e resistono ancora agli sforzi della comunità matematica.

## Il Caffè scozzese

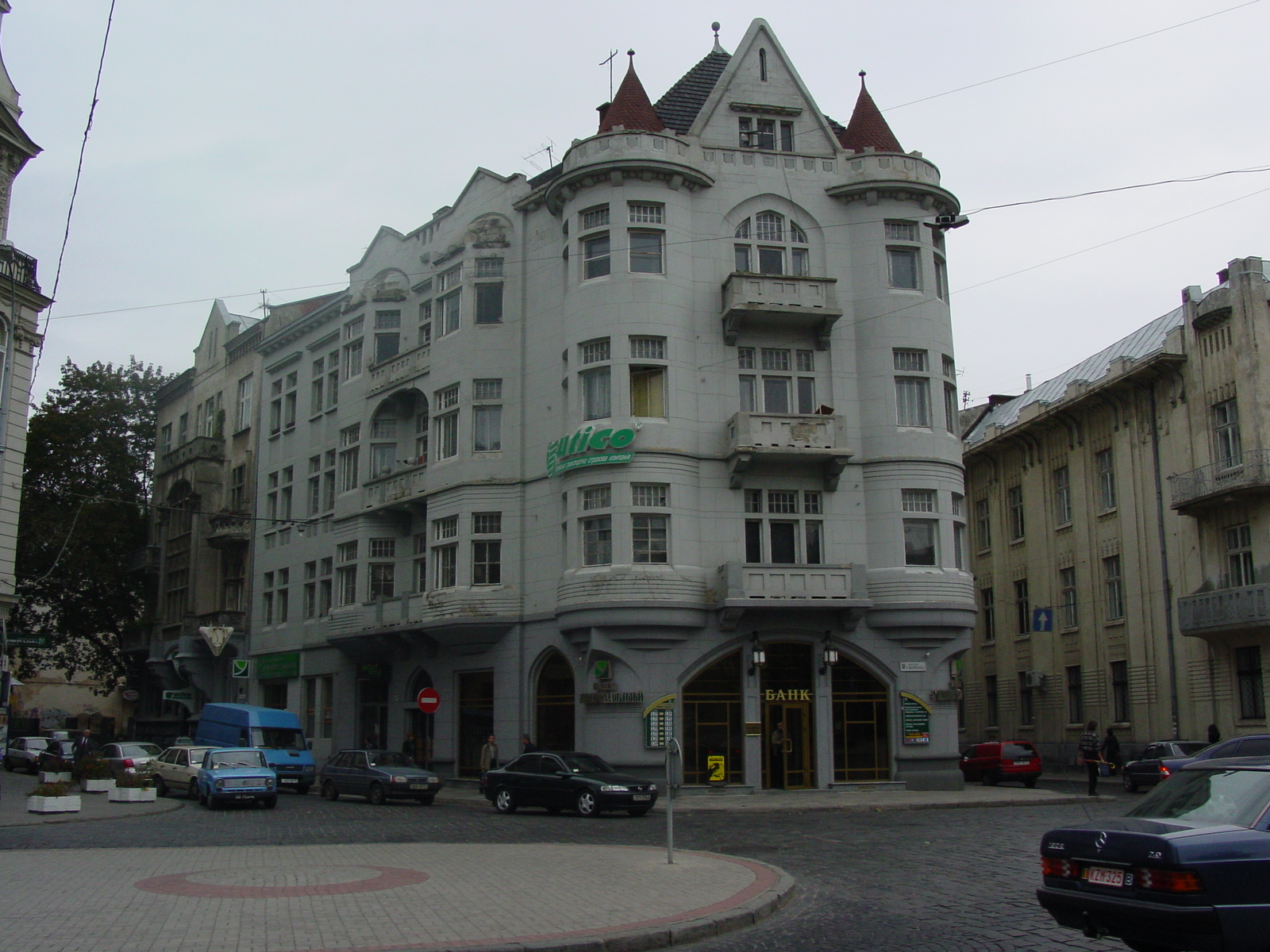
L'edificio che ospitava il Caffè scozzese, dove il libro è stato scritto e conservato.

Il nome della raccolta deriva dal locale pubblico cittadino in cui queste discussioni avevano luogo, il Caffè scozzese (Kawiarnia szkocka) di Leopoli (oggi in Ucraina, all'epoca parte della Seconda Repubblica di Polonia), che si trovava in via dell'Accademia, nei pressi dell'Università di Leopoli: il bar, a quel tempo, ospitava le riunioni informali di vari cenacoli culturali spontanei, tra cui il già citato sodalizio matematico (che oltre a Banach, vedeva la partecipazione di grandi nomi della matematica, come Stanisław Ulam, Alfred Tarski, Hugo Steinhaus, Antoni Łomnicki, Stanisław Mazur, Władysław Orlicz, Mark Kac, Juliusz Paweł Schauder, Stefan Kaczmarz), il cenacolo dei creatori della scuola logico-filosofica di Leopoli-Varsavia (Kazimierz Twardowski, Tadeusz Kotarbiński, Władysław Tatarkiewicz, Roman Ingarden, Kazimierz Ajdukiewicz), e il club letterario noto come Klub Konstrukcjonalistów (Roman Jaworski, Piotr Dunin-Borkowski, Roman Zrębowicz, Mieczysław Rettinger, e, a volte, Ostap Ortwin e Karol Irzykowski).

## Storia
In origine, i componenti del sodalizio proponevano i problemi che venivano loro in mente vergandone l'enunciato a matita, direttamente sul marmo dei tavolini del caffè, con la conseguenza che, esposti al succedersi degli avventori, rischiavano di andare perduti tra una seduta conviviale e l'altra, nonostante il proprietario del bar avesse imparato a non cancellarli a fine giornata e a custodirli per il giorno seguente. In seguito, fu Stefan Banach, nel 1935, seguendo un'idea suggeritagli da sua moglie Łucja Braus, ad adottare un grosso taccuino per appunti, appositamente acquistato dalla donna, al fine di potervi scrivere di volta in volta lasciandolo ogni giorno in custodia al proprietario del bar che lo conservava nel guardaroba, pronto a darlo in consegna a professori e studenti che ne avessero fatto richiesta.
Solo dopo la seconda guerra mondiale ne scaturì una pubblicazione a stampa: si trattò di una traduzione annotata in inglese, pubblicata dal Los Alamos National Laboratory nel 1957: a realizzare la versione e le annotazioni fu proprio uno dei prestigiosi membri del sodalizio originale, Stanisław Ulam.
Sempre nel secondo dopoguerra, Hugo Steinhaus, all'Università di Breslavia, volle far rivivere la tradizione dando inizio a quello che lui chiamò Nowa księga szkocka-New Scottish Book (Nuovo libro scozzese).

## Problemi

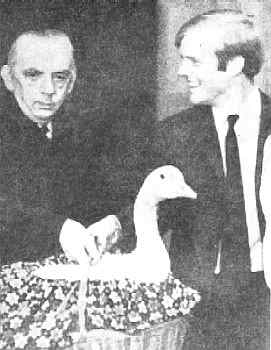
Stanisław Mazur, nel 1972, consegna un'oca viva al solutore del problema 153, Per Enflo (a destra), adempiendo alla promessa fatta circa 35 anni prima.

Il quaderno registrava un totale di 193 problemi, la cui formulazione si deve, in diversa misura, ai membri del sodalizio conviviale.
Stanisław Mazur contribuì con un corpus di 43 problemi: per 24 di essi ne erano autore esclusivo, mentre gli altri 19 furono da lui proposti insieme a Stefan Banach. Banach, di suo, ne scrisse 14, più altri 11 con Stanisław Ulam e Mazur. Ulam enunciò 40 problemi di suo e altri 15 in collaborazione con altri.
Durante l'invasione sovietica della Polonia, Leopoli ricadde tra le aree polacche annesse all'Unione Sovietica: questo fece sì che vari matematici russi ebbero modo di visitare la città e di aggiungere dei problemi al corpus del libro.
L'ultimo contributo, il n. 193, fu inserito da Hugo Steinhaus nel mese di maggio 1941 (marzo 1941, secondo altre fonti), poco prima dell'attacco tedesco all'Unione Sovietica: si trattava di una questione riguardante la probabile distribuzione di fiammiferi in una scatola, un problema motivato dall'abitudine di Banach a fumare sigarette una dopo l'altra.

## Premi
A chi fosse riuscito a risolvere uno dei problemi proposti erano promessi ricompense bizzarre, dal valore più o meno simbolico: si trattava spesso di premi come birra, caffè, vino, spumante, whisky, un etto di caviale, ecc., beni che avevano un certo pregio nel periodo di ristrettezze economiche determinato dalla grande depressione.

### Il problema dell'oca viva
In un caso, il premio promesso consisteva in un'oca viva, una ricompensa che, rispetto agli altri premi, era considerata quella di più alto valore nell'epoca di recessione successiva al 1929: si trattava di un difficile problema di approssimazione negli spazi di Banach, il n. 153 del libro, proposto da Stanisław Mazur. Il problema resistette per decenni a ogni tentativo di soluzione. Fu un ostacolo durissimo anche per Alexander Grothendieck che, dopo essersi impegnato a risolverlo negli anni '50, riferì dell'enorme frustrazione e sofferenza da lui provate nello scoprire l'inanità dei suoi sforzi. Il problema fu risolto a oltre trent'anni dalla sua formulazione: tenendo fede alla promessa iniziale, l'oca viva promessa in premio fu davvero consegnata, dallo stesso Mazur, nel 1972, al matematico Per Enflo, solutore del problema.